# Готическа скулптура
Готическата скулптура се ражда в тясна връзка с архитектурата, като резултат от украсата на големите катедрали и други религиозни сгради, но в крайна сметка придобива независимост и започва да се отделя като самостоятелно изкуство. Възниквайки във Франция, в района на Париж, тя има първия си важен израз в обновяването на базиликата Сен Дени, извършено между 1137 и 1144 г. Първата ѝ фаза разработва строг, стилизиран стил, с издължени пропорции и йерархичен общ вид, желаещ да предаде впечатление за духовност, доста далеч от анатомията на истинското тяло. От 1200 г. стилът започва да се развива към по-голям натурализъм и реализъм, с прогресивно поглъщане на класическите влияния и по-голямо наблюдение на природата. Промените в религиозната доктрина, които довеждат до сближаване на Бог с човека и смекчаване на неговия характер, който преди е недостъпен и негъвкав, също допринасят за влияние върху еволюцията на предпочитаните форми и теми. Около 1300 г. готическият стил вече е далеч отвъд френските граници. Формират се важни регионални школи и около 1400 г. той доминира в по-голямата част от Европа, след което започва упадък, който следва различни модели в различните региони. Готическата скулптура в късните си етапи продължава да се използва широко в архитектурната декорация.

## Готически преглед и хронология

### Теоретична обосновка
Готическата скулптура е до голяма степен резултат от дефинирането на нов визуален речник за представяне на изображения, след дебат, който се провежда за определени концепции на християнската религия. Един от най-важните моменти в този дебат е относно валидността на представянето на свещените изображения, проблем, който датира от самия произход на християнството и все още не е достатъчно изяснен. Ранното християнство таи отвращение към изобразяването на свещени герои, позиция, която е наследена от еврейската религия, която забранява създаването на култови изображения, страхувайки се от идолопоклонството. Изрична заповед срещу изображенията фигурира в Десетте Божи заповеди, където третата гласи: „Няма да създаваш идоли." От друга страна древната класическа езическа традиция, която предоставя съществени елементи за формулирането на новата вяра, е напълно благоприятна за представянето на боговете и двете течения остават в постоянни конфликти през цялото време на Средновековието.
- Катедрала „Св. Стефан“ в Санс, статуя на св. Стефан, поставена на фасадата на централния портал (1200).
- Амиенската катедрала „Света Богородица“, статуя Beau Dieu d'Amiens (1230).
- Амиенската катедрала „Света Богородица“ (1240).
- Усмихнатият ангел, портал на катедралата в Реймс (1240).
- Статуя на Хилдеберт I, абатство „Сен Жермен дьо Пре“ (1239 – 1244), сега Лувър.
- Богородица от Абевил (1270), Лувър.

Едно от първите последователни християнски твърдения в полза на изображението идва от папа Григорий Велики, който в писма до епископа на Марсилия, написани около 600 година сл.н.е., полага основите на последвалия спор. Материалните неща, изображенията не трябва да бъдат почитани, но и не трябва да бъдат унищожавани, тъй като изобразяването на сцени от свещената история и герои от Библейските текстове са полезни за преподаването на учението на неграмотните маси, които „могат да прочетат в тях това, което не могат да прочетат в книгите“ и тяхното съзерцание може да насочи поклонника към съзерцанието на Бога.
Затова Григорий прибягва до мнението на Василий Велики, който е заявява векове преди това, че „честта, отдадена на образа, се издига до неговия прототип“. Григорианската декларация, идваща от папа, смятан за мъдър – по-късно издигнат до статута на отец на Църквата, преповтаря позицията на Василий – и зачита приноса на св. Йоан Дамаскин, е мощен аргумент против иконоборческата теза, която от самото начало разбунва християните и бушува със страшна сила във Византийската империя.
Въпреки че въпросът е официално разрешен през 787 г. на Втория Никейски събор, който узаконява почитането на изображенията, дебатът продължава и през следващите няколко века. Няколко други прелати пишат в защита на свещеното изобразяване като вземат аргументи както от ранните църковни текстове, така и философите от древността. Те продължават да се позовават на авторитети.
Особено свързани с възхода на готиката са съчиненията на Псевдо-Дионисий Ареопагит – автор, който заимства от платоновите тези чрез Плотин и който е високо ценен във Франция от IX-X век, оказвайки влияние върху абат Сугерий – създател на първата построена готическа църква.
По това време иконоборческият проблем най-накрая е преодолян чрез редица други теоретични приноси и свещените изображения окончателно се официализират, въпреки че протестите все още се чуват тук-там. Те се превръщат не просто в biblia pauperum („книги за неграмотните “), но също така показват разрешени версии, одобрени от конституираната църковна йерархия, с цел коригиране на устните традиции, които изкривяват или неправомерно украсяват свещената история.

## Ранна готика или ниска готика
Доказателството за този успех е в голямото разпространение на свещени изображения, което се случва през последната фаза на романския стил, между ХI и ХII век, създавайки съвкупност от тематични мотиви и подходящи форми за предаване на религиозна доктрина. Що се отнася до скулптурата, основната романска иконография е оставена в украсата на тимпаните над главните входове на църкви и катедрали, замислена като визуално въведение и духовна подготовка за богослужението, което трябва да се проведе вътре, което съвпада с появата на най-ранните готически образци през ХІІ век. Всъщност романските иконографски програми естествено оказват голямо влияние върху готиката, която е естествена еволюция от това. Така стилистичното разграничение между романската скулптура и примитивната готика често става фино. Най-очевидните нововъведения на ранната готика са прилагането на скулптури върху архиволтите и страничните колони на порталите и нарастващата тенденция към по-малко компактна, по-отворена и рационална организация на сцените и към удължаване на пропорциите на фигури, следвайки по-големия вертикализъм на сградите.
В общи линии разпространението на изображенията, извлечени от вече консолидираното романско наследство, което вече дава големи плодове, се възпроизвежда по следната схема: над главния вход неизменно има сцена с Христос, често Страшният съд, Христос в Слава или Разпятието. Около него има фигури на светци и ангели, в колоните и фризовете отдолу, апостоли и други фигури от Стария завет или от време на време алегории, като Мъдрите девици и Неразумните девици, олицетворение на свободните изкуства, или по-късни исторически герои като някой поборник на вярата или благочестив покровител. Ако църквата има второстепенни входове, тимпаните ѝ са украсени с някаква сцена от живота на Дева Мария, чийто култ се увеличава значително през този период, както и с някакво събитие от живота на светеца покровител на църквата. Далеч от произволен избор, изображенията на готическата фасадна иконография са внимателно подбрани, за да формират последовател на дидактическа програма за наблюдателя, илюстрираща еволюцията на вярата от нейното основаване от еврейските патриарси до появата на въплъщението Христос с неговата доктрина за изкупление и в крайна сметка, представяйки своето телеологично следствие в апокалиптичното осъждане на нечестивите и апотеоз на доброто в Царството Небесно.
В същото време подходът към мотивите, открити в романската иконографска традиция, също започва да се променя. Дотогава най-често срещаната сцена на порталите на църквите е тази на Страшния съд, с акцент върху мъките, които очакват неверниците в Ада. От средата на XI век Париж се превръща в най-големият богословски и културен център в Европа чрез присъствието на велики философи и педагози като Пиер Абелар и Юг дьо Сен Витор и действието на няколко школи, които се сливат, за да образуват Университета на Париж около 1170 г. и в тази по-либерална академична среда, относително независима от Църквата, една хуманистична философия се налага и е структурирана доктрината за Чистилището, която предлага път за бягство от Ада през етап на пречистване преди възнесението в Рая.
В същото време Дева Мария, както и други светци, започват да се смятат за големи застъпници на човечеството за Христовата истина. В този процес дългогодишната тенденция на християнската вяра да поправя грешника чрез страх и заплахата от вечно проклятие е смекчена от възгледи, които наблягат на милостта пред божествения гняв и които отчитат повече присъщата погрешност на човешката природа. По този начин сцените на Страшния съд продължават да бъдат често срещан мотив, но сега те започват да са предназначени да подчертават реда, надеждата и справедливостта, показвайки пътищата за спасение чрез покаяние и състрадателното ходатайство на светиите. Много подчертаната вертикалност на готическите катедрали и тяхното изобилие от големи прозорци, които позволяват голямо проникване на светлина в интериора, за разлика от много по-тежките и „квадратни“ форми и тъмната среда на романската архитектура.
Ранната готика остава по същество френски феномен, концентриран в района на Париж, и първият важен паметник за включване на скулптури е базиликата Сен Дени, чийто настоятел Сугерий, прави реформата между 1137 и 1144 години на вече съществуваща романска сграда и той я украсява с богата декорация. Особеното значение на Сен Дени е, че Карл Велики е помазан там, там е гробницата на Карл Мартел и други основатели на кралството, следователно е паметник на династията на Каролингите и в същото време се превръща в символ за консолидиране на монархията във Франция, процес, в който Сугерий играе важна роля в качеството си на съветник на краля и регент на Франция по време на Втория кръстоносен поход. Освен това базиликата е монументалното светилище на Сен Дени, мъченик и апостол на Франция, покровител на Париж и защитник на кралството, а Сугерий пожелава да я превърне в най-важния център на поклонение за Франция. Така то е облечено с духовни и политически значения. За Сугерий, който е повлиян от писанията на Псевдо-Дионисий Ареопагит, украсата на църквата със златни предмети и скъпоценни камъни, витражи, картини и скулптури, е ценен образователен инструмент, като начин за визуално представяне на учението пред хората и я прави по-лесно разбираема. Ясната организация на сцените на тимпана се различава от компактните аранжименти на романските ансамбли, а нейните колонни статуи също са иновация.
Новостите, предложени от Сугерий за архитектурата и декорацията на фасадите, подкрепени от големия престиж на Париж като културен, художествен и университетски център, веднага започват да завладяват, след което се появяват в катедралата в Шартър, започната през 1145 г., чийто западен портал представлява най-важният скулптурен ансамбъл в добро състояние от първата фаза на готиката. Неговите колонни скулптури имат много удължен дизайн и функционират като ехо към вертикалния акцент на сградата, а техните форми все още демонстрират романското наследство в линейната обработка на костюмите и в техните твърди нагласи. Лицата обаче показват много натуралистична обработка, която контрастира с романското оформление. Както скулптурите в Сен Дени, така и тези на другите фасади на Шартър са до голяма степен разрушени, осакатени, заменени или лошо възстановени в по-късни времена, предотвратявайки глобалното изследване на техните иконографски програми, но Ланската катедрала, която оцелява без големи щети, предоставя пълен набор от ранна готика. Други добри примери, малко по-късно, са катедралите в Бурж, Льо Ман и Анже, с различна степен на консервация. Трябва да се отбележи, че производството на скулптура през готическия период е толкова обширно и разнообразно, че само в Шартър фасадата има повече от две хиляди.

## Висока готика
Около 1200 г. оригиналният език вече се променя от прогресивния интерес към натурализма, което води до втория етап от неговата еволюция, наречен Висока готика. Художниците от долината на Маас са важни в този преход, особено Никола дьо Вердюн и Райнер дьо Хюи, първите велики майстори, оставили имената си в историята на готическата скулптура, посветили се на произведения от злато и бронз. В катедралите на Реймс, Амиен и Нотр Дам дьо Пари готическият стил вече е свободен от романско влияние, а статуите му са с много напреднал натурализъм. Статуите вече са независими от колоните за първи път през Средновековието.

### Сontra posto[18]
Появява се използването на противоположно положение, за да придаде повече грация и движение на изображенията, допълнено с по-динамични нагласи в крайниците и обработка на анатомични обеми, които в много случаи вече не са скрити от дрехите. Въпреки това готическият „contra posto“ се различава от класическия с това, че изглежда наложен отвън, а не е резултат от правилното разбиране на анатомията. Той е по-скоро по-декоративен отколкото органичен.
В същото време, когато хуманизмът, преподаван в школите по философия, предефинира основните принципи на вярата, той също така позволява поглъщането на елементи от класическата античност в изкуството, разхлабва строгата етика, която ръководи моралното мислене през предишните векове, и насочва културната атмосфера към по-голяма секуларизация, благоприятстваща изместването на интереса от свръхестественото към светското и към човешкото. Освен това той спасява стойността на чистата красота във форми, които са били загубени от древността, като смята, както прави св. Тома Аквински, че красотата е тясно свързана с добродетелта и произтича от координирането на частите на обекта една с друга в правилни пропорции и от пълното изразяване на неговата същностна природа.
Ако през XIII век общата тенденция на скулптурата в технически план е да се освободи от архитектурата и да придобие автономия, но все пак да поддържа връзка със своя носител, така че декорите запазват забележително чувство за единство и хармония, по отношение на формата се придвижват към по-подробно изучаване на природата, като се стремят да възпроизведат ефектите на светлината и сянката, текстурите на тъканите, фините нюанси на изразяване, свежестта на младостта и следите от старостта. Изглежда, че всички предмети се превръщат в носители на красотата и са достойни за нейното представяне.
Според Хаузер тук е завършен: „...великият преход на европейския дух от Царството Божие към природата, от вечните неща към непосредствената среда, от огромните есхатологични мистерии към най-безобидните тайни на сътворения свят. (...) Органиченият живот, който след края на Античността е загубил всякаква стойност и значение, отново става почтен, а отделните неща от разумната реалност отсега нататък се издигат като предмети на изкуство, което вече не изисква свръхестествени оправдания. Няма по-добра илюстрация за това развитие от думите на св. Тома Аквински, „Бог се радва на всичко, на всеки според неговата същност.“ Те са върховното олицетворение на богословското оправдание на натурализма. Всички неща, колкото и малки и ефимерни да са те, имат непосредствено отношение към Бог; всичко изразява божествената природа по свой начин и така придобива стойност и смисъл и за изкуството.
В този процес на оценяване на естественото човешко тяло е особено облагодетелствано, тъй като дотогава на него се гледа повече като на „маса за гниене, прах и пепел“, както се чете в De laude flagellorum от Педро Дамиао през XI век. Това отвращение към тялото е вездесъща нотка в предишната религиозна култура и представянето на човека преминава в стилизация, която минимизира плътността му. Сега обаче символичният схематизъм на романската и ранната готика е окончателно изоставен, за да се постигне скоро натурализъм, който не е наблюдаван от времето на гръко-римското изкуство. Самата фигура на Христос, представян преди главно като съдия, цар и бог, се хуманизира и преклонението пред неговата човечност започва да се счита за първата стъпка към познаването на истинската божествена любов. Постижението на натурализма е едно от най-фундаменталните в цялата готика, което прави възможни векове по-късно още по-забележителните постижения на Ренесанса в художествения мимезис и достойнството на човека в неговата идеална красота. Както казва Ладнер: „...в края на XI век одухотворяването достига кулминация, отвъд която е невъзможно да се продължи; и следователно първата половина на XII век е повратна точка в историята на образа на човека в християнското изкуство, както и в развитието на учението за подобието между образа на човека и този на Бога".
Но би било подвеждащо да се предположи, че по това време натурализмът вече представлява освобождаване от диктата на Църквата и радикално премахване на интереса към духа.
Скулптурата, както и другите изкуства, проявяват постоянен дуализъм, търсейки формула за компромис между двете крайности. Ако от една страна вниманието към природата налага огромен напредък в техниката на скулптурата, позволявайки ѝ да имитира естествените форми с голямо сходство, то от друга има тенденция към фрагментиране на творбата като цяло, като частите получават повече внимание от цялото и чувството за единство ще се възвърне едва в края на тази фаза.
Основните факти за това изместване на фокуса са:
- Първо, част от културния консерватизъм се разпада и се развива истинският интерес към всичко ново. Летописците от онова време изразяват ентусиазма си за възникването на нов ред на ценностите, който да позволи изграждането на по-балансирано общество, където материалното благополучие се превръща в валидна цел, въпреки че трябва да се подготви за спасението на духа. И с идеята, че човечеството е обновено чрез Христос, подсказва, че хората вече нямат нужда да живеят толкова обременени от смъртност и грях и могат безвиновно да изразяват красота, жизненост и радост.[28][29]

- Второ, старата духовна едностранчивост е разбита, която отхвърля имитацията на непосредствената реалност в изкуството и необходимостта от потвърждение на религиозната доктрина от сетивата, пораждайки визия, която изисква утвърждаването на абстрактни принципи чрез чувствителен опит, преминаващ към вярата в диалог. С това цялата стара концепция за изкуството е променена. Докато хората продължават да искат да създават фигури, които могат адекватно да илюстрират духовните принципи, емпиризмът на времето изисква изображенията също да бъдат формално правилни според природата. Тези натуралистични тенденции не се проявяват по едно и също време и на всички места, като естествено трябва да се съобразяват с постоянството на дълбоко вкоренени местни традиции, придаващи на продукцията различна нотка, понякога по-архаична или екзотична, разкриваща контакт с чужди школи. Освен това присъствието на някой важен майстор с по-дефинирана художествена личност може да наклони стила към този или онзи аспект, въпреки че основният аспект на готическата скулптура, поне до следващата фаза, е по същество анонимен и колективен.[30][31]

### Примери от Шартър и Реймс
Скулптурата на северния и южния портал на Шартърската катедрала е от началото на XIII век и представя стила на високата готика. Основните теми на северния портал са Старият завет и животът на Дева Мария, заедно с ярки изображения на пороците и добродетелите. Южната веранда изобразява делата на Христос с неговите апостоли и християнските мъченици, а над вратата е изображение на Страшния съд. Фигурите са вложени в архиволтите над портала. Притворите също съдържат статуи на изповедници, светци, императори и крале в аркадите над порталите.
Фигурите от XIII век са изобразени с повече емоции и движение. Заедно скулптурите на Шартър образуват изчерпателен визуален преразказ на Стария и Новия Завет,
- Тимпан на кралския портал Нотр Дам дьо Шартър (края на XII век)
- Чудовища и дяволи измъчват християните на Шъртърския южен портал (нач. на XIII век)
- Новозаветни фигури на Шъртърската катедрала (нач. на XIII век)

Вероятно някои от скулпторите, които правят скулптурата на трансептите на Шартър, са пътували на север до Реймс, където работата е започната през 1210 г., и вероятно също до катедралата в Амиен, където работата е започната през 1218 г. Независимо от това, скулптурата на всяка църква има свои собствени отличителни характеристики. Скулптурата на Амиен показва влиянието на древноримската скулптура, особено в реалистично моделираната драперия на облеклото. Израженията са пасивни, а жестовете минимални, придаващи усещане за спокойствие и тишина. Подобно спокойствие показва и скулптурата в Реймс. 
- Усмихнатия ангел (1236–45) от Реймска катедрала
- Скулптури от галерия на кралете на Реймска катедрала
- Централен тимпан на фасадата на катедралата в Амиен
- Прецизно изваяна растителност (конски кестени) върху капителите на колоните на катедралата в Реймс
- Силно анимираният тимпан на Буржката катедрала
- Детайл от скулптура на Буржката катедрала

Съвсем различен и по-натуралистичен стил на висока готическа скулптура се появява на западния портал на катедралата в Реймс през 1240-те години. Това е дело на анонимен скулптор, известен като Йосиф от Реймс, кръстен на ярката усмихната статуя на Свети Йосиф, която той прави за фасадата. Той създава и „Усмихнатия ангел“. Това известно произведение е съборено от катедралата при бомбардировка през Първата световна война, но е внимателно сглобено и сега е отново на първоначалното си място.  Реймс е известна и с „Галерията на кралете“ – скулптурно изображение на френските крале, короновани в Реймс, което започва от фасадата и продължава от вътрешната страна на фасадата.

### Митичните и библейски образи
Митичните образи като тези на грифон, дракон и базилиск пресъздават символични значения, свързани с морален урок. Формата на водоливника често е използвана в архитектурата на катедралите като дренаж за отвеждане на водата. Според някои традиции той има силата да отблъсква злите духове, но тълкуването му все още не е сигурно. Освен това представянето на фантастични животни предлага поле, свободно от църковна цензура, и в него скулпторите могат да дадат воля на фантазията и хумора си, като разработват голямо разнообразие от екстравагантни форми, с голям пластичен ефект.
Готическата скулптура, особено декоративната в катедралите, представя истински или фантастични животни, т. к. те заемат важно място в средновековната мисъл. Наред с чисто орнаменталната украса от растителни мотиви, са чести изображенията на агнето и рибата – заместители на Христос, гълъбът, олицетворяващ Светия дух, и животните, свързани с евангелистите – орел, бик и лъв, както и зверове.

### Флорални орнаменти
Около 1250 г. архитектурната скулптура вече показва признаци на упадък, като се заменя с абстрактни или флорални орнаменти. Растителната украса на капителите на колоните на наоса са направени във фино изработени растителни форми, допълнени с птици и други същества. Това следва древен римски модел и е използвано още в Сен Дени, но в Реймс стават много по-реалистични и детайлни. Докато работата продължава на запад в наоса, зеленината стана по-обилна и изпълнена с живот. Този модел е копиран в готическите катедрали първо във Франция, а след това и в цяла Европа. [26] Самостоятелните статуи, мощехранителниците и особено надгробните паметници и гробниците на елита придобиват значение.

## Скулптурата през периода на Международната готика
Т. нар. „Международна готика“ обхваща периода от средата на XIV до средата на XV век, като пикът е около 1400 г. Тогава стилът се превръща в лингва франка на европейското изкуство с голямо разпространение на художници и обмен между регионалните школи. Но когато става дума за интернационалност, това не означава, че стилът става хомогенен. Напротив, появата на големи градски центрове в няколко страни, всички със свои собствени традиции, създава панорама на голямо разнообразие, а наличието на богати покровители на много места прави възможно култивирането на широк спектър от нови художествени възможности. Скулптурата от този период вече не е монументална, освен в спорадични случаи, и се концентрира върху преносими части и олтари.
Тринадесети век се характеризира с появата на натуралистична реторика. От друга страна международната готическа скулптура, ако от една страна изнася тази тенденция напред, от друга ѝ дава нов подход, който обслужва диференцираната атмосфера на модерното поклонничество, движението за религиозен ренесанс, започнало сред благородниците и скоро разпространило се сред миряните. Тази „модерна преданост“ е по-интроспективна и интимна, но може лесно да се прелее в колективни изблици на мистичен плам. Не е изненадващо, като се има предвид, че тази вяра е по-склонна към емоционалното мултиплициране на творби с драматични теми като сцените на Страстите Христови и Пиетà, които дотогава имат по-непосредствено емоционално звучене и изповеден и покаятелен характер. Малко проучени и които са свързани с популяризирането на доктрините за индулгенциите и Чистилището и с разбирането на спасението като по същество индивидуален и субективен проблем, контрастиращ с идеите за есхатологията /доктрина, която преобладава преди/. Тази нова иконография, която се формира, където образите на смъртта и страданието стават обичайни, е и огледало на нестабилната социална ситуация, пълна с парадокси, когато войните са чести, ежедневието на хората е белязано от непрестанно насилие, гладът е постоянна сянка, честите народни бунтове срещу злоупотребите с данъци са жестоко потушавани, а епидемиите унищожават населението. Голямата чума от 1347 – 1350 г. отнема 1/3 от животите в Европа. Същите хора, които следват нейното шествие със сълзи на съжаление в очите в края му, може да се съберат на селския площад и да се насладят на публична екзекуция, където не липсва жестокост.
Но други фактори допринасят за придаването на разнообразие на международната готика, период, който бележи, началото на края на средновековния свят. В средната класа се разраства и се организира, и започва да управлява големи сектори на обществения живот. Феодалната система е отслабена и постепенно заменена от протокапиталистически икономически модел, доминиран от буржоазни ценности, който всъщност се превръща в културен авангард на периода и заема важна роля в патронажа на изкуствата. В допълнение индивидуализмът, който характеризира тази нова икономика, заедно с раждането на нова градска култура, която се отдалечава от традиционните ценности, благоприятства голямото движение между социалните класи, се отразява в изкуствата, за да привилегирова реалистичните аспекти, светските интереси и личните предпочитания, където мултиплицирането на портрети е образцово в това отношение, често навлизайки в безпрецедентни психологически характеристики.
В същото време устойчивостта на изтънчена придворна култура е типична за дворовете на Валоа във Франция, които са сред най-големите покровители на периода. Те са вдъхновени от традициите на рицарството и идеалите на придворната любов, издигат голяма част от производството на тази фаза с подчертан орнаментален характер, подчертаващ декоративността на костюмите, богатството на текстурите и елегантността на жестовете.
В този смисъл е илюстративно създаването на типологията на Прекрасната Богородица, един от най-уважаваните в международната готика. Точната му функция и произход са въпрос на дебат, но изглежда, че произлиза както от орбитата на придворната, така и от популярната култура, въплъщавайки идеала за вечна красота и сливайки ерудираната грация на дворовете със сантиментално благочестие на хората.
- Вратиславска мадона
- Мадона от Щраубинг (1440)
- Мадона от Стернберг, музей Оломуц
- Мадона от Хорб-ам-Неккар (1420)

Други френски готически теми в скулптурата са фигурите и сцените от популярните литературни произведения на времето. Образи от трубадурската поезия са изключително популярни сред майсторите на рамки за огледала и малки кутии. Кутия с романтични сцени (Уолтърс 71264) от 1330 – 1350 г. е необичайно голям пример за това, в който е оставено голямо пространство за сцени от различни литературни източници.
Сувенирите от поклонения в светилища, като например глинени или оловни значки, медали и ампули с отпечатани изображения също са популярни и евтини. Техният светски еквивалент – хералдическата значка е знак за феодална и политическа лоялност, на който започва да се придава социално значение в Англия. В някои случаи евтините форми са подарявани, както през 1483 г., когато крал Ричард III поръчва 13 000 значки.
Друг аспект на художествено-религиозните практики, който трябва да се спомене, се отнася до възкресяването на формули от предишни периоди. С голямата вълна на поклонничество, възникнала по време на международната готика, създаването на светилища и култови статуи е изключително интензивно и много от свещените изображения, произведени тогава, са производни или преки копия на известен прототип, чието почитане е древно. Това прави връзката му с оригиналното изображение легитимна и придава на новото архаичен характер и му придава по-автентична сакралност, още повече, когато е подсилена от някаква предполагаема популярна легенда като тези, които се разпространяват по това време, казвайки, че някои статуи и икони са се размножили по чудо и правят чудеса и чрез своите копия. Дори ако копията не са обвързани с някакъв конкретен фолклор, се очаква да се ползват със същите привилегии и да имат същите правомощия като оригинала. Този историзъм става още по-забележим при прехода към Късна готика.

## Късноготическа скулптура
Късната готика е последната фаза на стила, но не е фаза на упадък. Напротив, тогава готиката създава някои от своите най-внушителни, богати и сложни произведения. Фазата е приблизително ограничена между средата на ХV и средата на ХVІ век и представлява следствие от постигнатото в предишната фаза по отношение на натурализма и интернационализма. Тя обаче отчита, че има значителни различия в европейското общество по това време, които могат да допринесат за обяснението на художествената трансформация.
В икономиката отварянето на нови търговски пътища с оглед на големите корабоплавания измества оста на международната търговия към народите от Западна Европа. Португалия и Испания се издигат като военноморски сили, придружени от Франция, Англия и Нидерландия. Златото и други богатства от американските, африканските и азиатските колонии се стичат към тях в безпрецедентни количества, поддържайки политическия им възход и позволявайки истински подем в популяризирането на изкуствата.
В политиката нашествията в Италия от страна на Франция, Германия и Испания довеждат до радикална промяна в баланса на силите на континента, чиято кулминация е Разграбване на Рим през 1527 г., което предизвиква бягството на много италиански художници и интелектуалци към други места.
Това явление означава широкомащабно разпространение на класическата традиция на Италианския ренесанс, тъй като в Италия готиката отдавна е отминала, увенчавайки интензивното разпространение на италиански произведения на изкуството и класически текстове, което продължава известно време. По същия начин пресата с подвижен шрифт, измислена от Гутенберг, прави възможно разпространението на културата като цяло и на хуманистичните текстове в частност по много по-ефективен, широк и бърз начин сред всички страни. Италианците присъстват в изкуството на повечето места, където готиката остава силна, пораждайки множество еклектични течения, които често вече се описват като част от международния маниеризъм.
Друга очевидна тенденция на периода е развитието на вкус към сложното и ултра-изтънченото, което може да се види подчертано в големите олтарни образи с няколко съпоставени сцени, които заменят старите фасадни портали като форма на дидактическа илюстрация на доктрината в голям разказен панел. Структурата на олтарите, които оформят сцените в сложни архитектурни структури, често наподобява църковна фасада. Подобно на порталите, тези големи структури представят ясно организирана иконографска програма, илюстрираща божествените йерархии, които имат отражение на Земята под формата на установената Църква, с викария на Христос като негов лидер, плюс неговия корпус от министри и неговото паство от вярващи. Такива олтарни образи обикновено се предлагат от общността и следователно имат значение, освен доктринално, социално, тъй като служат като символи на идентичността на тази общност и колкото по-богати и по-сложни, толкова по-голям престиж са донесли на града или конгрегацията. Повечето от олтарните образи имат сгъваеми странични панели и когато паната се отварят на големи партита, голямата декорация е свободна за разглеждане, театралният ефект от разкриването на творбата придобива характера на свещено богоявление и в същото време на светско колективно тържество, тъй като не е рядкост изображенията на Христос, ангелите и светиите да представлява фигури на народа и на гражданската йерархия.
И накрая, готиката приключва своя цикъл с пагубна нотка от иконоборческа криза, отприщена от протестантската реформация. Реформаторите, освен че слагат край на единството на християнството, което дотогава е един от най-силните елементи на културното сближаване в Европа, предлагат нови религиозни концепции, които засягат представителните начини, всъщност клонейки към обобщеното осъждане на свещеното представяне и отприщване на няколко епизода на масово унищожаване на свещени образи и от безценни художествени съкровища, от които лишават безброй храмове, превърнати в протестантски. Свидетел на събитията, който пише в Гент (1566 г.), разказва, че там огньовете, които поглъщат изображенията, могат да се видят на повече от 15 км.
Католическите страни нямат този проблем, тъй като Съборът в Тренто отново потвърждава значението на свещеното изкуство, но те не могат да избегнат международния дебат, който се формира около ролята на култовите изображения, като успяват да установят компромис между тяхната религиозна функция и заместител на божествения образ и техния характер като произведения на изкуството сами по себе си, въпреки че Лутер се опитва да запази помирителна позиция, признавайки възможността за запазване на определени образи като свидетели на свещената история, други реформистки лидери са безкомпромисни. Това мащабно унищожаване на религиозното изкуство е един от факторите, които правят изучаването на този период особено трудно; но, от друга страна, това довежда до формулирането на нова естетическа теория, която беше една от основите на съвременната концепция за изкуство. Според Белтинг: „Лутер, който просто защитава основата на религията в живота, със сигурност е по-скоро свидетел, отколкото причина за това, което се нарича „раждане на модерната епоха от духа на религията“. Религията, колкото и да се е утвърдила, тя вече не е същата. Тя се бори да запази пространството си, което заема дотогава, но накрая получава отделно място в обществото, с което сега сме свикнали. Изкуството е алтернативно допуснато до това място или изключено от него, но вече не е религиозен феномен сам по себе си. В сферата на изкуството изображенията символизират новите и секуларизирани изисквания на културата и естетическото преживяване. В този смисъл единната концепция за образа е отхвърлена, но загубата е маскирана с етикета „изкуство“, което днес обикновено се прилага към него".

## Регионални школи

### Франция
Готиката от първите два периода е по същество френски художествен израз. От средата на XIV век век нататък, следвайки общата европейска тенденция, монументалната скулптура запада, но по-малката скулптура процъфтява. По същия начин тенденцията към натурализъм е доминираща. В темата се умножават религиозните статуи, показващи линии с голяма деликатност и изящество и декоративен характер.
Тъй като първите скулптури, направени за базиликата „Сен Дени“ са загубени, „статуите-колони“ на Катедралата в Шартър са тези, които показват първите характерни черти на готическия натурализъм. В катедралата в Реймс скулптурите имат стил, по-близък до този на човешката фигура, с дрехи, които пасват на тялото и с изражения, които отразяват емоциите и чувствата.
- френска готическа скулптура
- Диптих, Лувър
- Шарл и Жана Бурбон
- Реликварий с Мадоната и Младенеца
- Надгробие на Филип дьо Пот
- Мишел де Коломб
- Капела „Св. Хуберт“, Амбоаз, Франция
- Портал на катедралата „Нотър Дам“ в Руан
- Ретабло (олтар) в Катедралата в Бург ан Брес

Гробниците все още са като тези от XIII век, но с изображения, които по-добре представят портретите на мъртвите; За отбелязване е това на френския крал Шарл V и неговите двама непосредствени наследници, произведения на Андре Боньо. Шарл V е голям меценат на своето време, което прави Париж важен скулптурен център, благоприятстващ пристигането на фламандски художници като Жан дьо Лиеж. Братът на краля Жан дьо Бери, херцог на Бери, също е добър покровител и в двора, който поставя като алтернатива на този на Поатие и Бурж, и има услугите на скулпторите Жан дьо Камбре и гореспоменатия Боньо, наред с други творци.
Под закрилата на Херцогство Бургундия, особено на Филип II Смели, скулпторът Клаус Слутер заменя фламандеца Жан дьо Марвил и започва да украсява картезианския манастир „Шамол“ в Дижон. Създател е на известния „Кладенец на Мойсей“, където статуята на Мойсей по пластична сила и експресия е достойна за сравнение с „Мойсей“ на Микеланджело. Клаус Слутер създава цяло направление в бургундската пластика. Заедно с учениците си той създава фигурите на „Оплаквачите“ за гробницата на Филип Смели – цялата история на изкуството рядко може да се срещне толкова съвършено пластично изражение на мъжествена мълчалива скръб както в тези монолитни фигури, загърнати в дълги плащове, с качулки, смъкнати ниско над очите.
След смъртта на херцога престижът на Бургундската школа започва да запада. В същото време френско-фламандците са отговорни за възраждането на архитектурната украса, тенденция, която продължава до XVI век и оставя добри примери в катедралата в Руан и катедралата в Амиен, които включват части от фасадата и релефите на интериора. Също през XV век в долината на Лоара възниква школа, която връща стария идеализъм от XIII век и включва някои елементи от италианския Ренесанс. Нейните изделия са популярни и затова много успешни сред по-ниските класи; но продължават да се изработват и свещени образи и по особен начин „Божии майки“ и групите на Светото погребение. До края на XV век движението вече е повлияло на цялата скулптурна продукция във Франция.
Забележителен скулптор е Мишел Коломб, запомнен с великолепната гробница на херцог Франсоа II Бретански и Маргарет от Фоа в катедралата на Нант (1502 – 1507). Гробът на Франсоа II е в катедралата в Нант. Надгробието е украсено със статуи, които са алегория на кардиналните добродетели и стоят в ъглите около надгробната статуя на херцог Франсоа ІІ Бретaнски и на херцогинята.
Статуята Сила е представена като воин в броня и шлем, защото това е мъжествена добродетел. В иконографията на тази добродетел тя често е изобразявана облегната на колона или кула. Тя унищожава дракона от кулата, където се е загнездил, и поради това символизира моралната сила, която побеждава изкушението. Изражението на лицето отразява някаква болка, сякаш усилието за измъкване на дракона (Злото) от кулата (вътрешността на Доброто) не е направено без вътрешна борба. Тя напомня ролята на християнския рицар в защита на вярата.
Статуята Умереност е представяна хванала в дясната си ръка конски камшик, символ на разумния път: това е пътят на всички. В лявата ръка има часовник, който символизира времето и важността да се спазват правила и да се потискат страстите. Тя също така е символ на мярката за време, което не трябва да се пропилява в суета; времето измерва всичко, за да се избегне излишното. Тя припомня, че херцогът трябва да намери правилния баланс, да балансира. Нейното почти монашеско облекло изразява отказа от изкушенията на плътта, които само водят до изтощение.
Статуята Справедливост в лявата ръка държи книга, която представлява закона, и е сякаш изсечена от скала, представляваща справедливостта. В дясната си ръка тя държи меч, но деликатно го покрива с част от шала си: „Предоставянето на справедливост, не трябва да е грозно“. Мечът е видимо тежък, защото наказва според тежестта на престъплението и теглото на аргументите и на двете страни. Статуята носи корона като се припомня, че херцогът упражнява ролята на съдия и арбитър.
Статуята Благоразумие в дясната ръка държи компас, символ на посоката на всяко действие, а в лявата ръка – огледало, отражение на всички мисловни и емоционални съвети; фигурата има две лица: на мъж с брада, който е човек с опит и който познава миналото, а от другата страна – на млада жена: благоразумието не може без опит. В огледалото е истината: тя вижда образа на своите слабости и знае пътя към по-добро и правилно поведение. В краката ѝ има змия: „Бъдете разумни като змиите“ (Матей 10:16).
- Сила
- Умереност
- Справедливост
- Благоразумие

### Германия и Централна Европа
В Германия готиката се появява около 1220 г. и е приета от скулптори, обучени във Франция. Въпреки че скулптурата често се използва на фасади, те като цяло са по-малко богати от техните френски модели, но франкското влияние винаги остава силно. От друга страна натурализмът е по-изтъкнат, вероятно поради постоянството на по-класически елементи в неговата традиция, запазени от Каролингския ренесанс от VIII век и от контактите с Византийската империя. Илюминираните ръкописи, запазени от Късната античност в манастири и църковни колекции, също може да са оказали влияние при представянето на антични модели за скулптори.
- Три от благоразумните девици, Магдебургска катедрала
- Разпятие, Торун
- Мария Мадалена
- Молещ се

### Англия, Скандинавия и Нидерландия
В Англия готиката се появява малко по-късно отколкото във Франция, но там концепцията за „големия портал“ никога не е прилагана като правило и се появява само в няколко случая като в Рочестърската катедрала, но дори и там е по-опростена. Преди това английската готическа скулптура е съсредоточена в други части на сградата, както се илюстрира в катедралата на Уелс, където се появява в нишите на фасадата и в части от интериора, като в стаите на хора, а качеството му се сравнява с френските модели. Между 14 и 15 век фасадната статуя почти напълно изчезва и вместо това се предпочита използването на абстрактна декорация или такава с растителни мотиви. Няколко немски и фламандски художници са активни там и интересът се измества към други типологии, като например гробниците. Сред тях се открояват гробниците на Едуард II и няколко други в Уестминстърското абатство. В последните фази има и реинтеграция на скулптурата от архитектурата, отново в интериора, в параклиси и хорови пана, където статуите са рамкирани от богата орнаменталистика на архитектурни форми. Параклисът на Хенри VII в Уестминстър е най-важният пример от този жанр.
Най-оригиналните постижения на английската готическа скулптура са в гробниците. Някои от тях, по-стари, не представят образа на мъртвия в покой, а като герой, паднал в битка, в изкривена позиция, издишващ последния си дъх; други, от прехода между международна готика и късна готика, ги показват като трупове, разядени от червеи, с отвратителни усъвършенствания на реализма, напомняйки за ефимерната природа на нещата в света. Изглежда сигурно, че в цяла Англия също са произведени много статуи за поклонение, с доста уникални характеристики и голямо пластично богатство, но масовото унищожение, което се случва, когато Хенри VIII къса с Рим и основава Англиканската църква затруднява изучаването на тази хронология и еволюция. Въпреки това някои произведения, изнесени за Скандинавия, са оцелели и предполагат, че френското влияние винаги е оставало силно. 
В случая със Скандинавия готиката прониква от 13 век нататък от няколко фронта - Франция, Англия и Германия, и скулптурата, произведена там, показва голямо разнообразие и жизненост в различни регионални школи. Има красиви произведения от слонова кост, а дървото е материалът, където са оставени най-интересните части като монументални разпятия. Във всеки случай са построени няколко катедрали със значителна статуйна украса, като тези в Упсала, Скара и Тронтемио. 
Изглежда, че в ранните етапи си етапи готиката има малко значение в скулптурата на Нидерландия и че това, което съществува, е френско и рейнско производство. Протестантската реформация там нанася огромни щети, а по време на Първата световна война също изчезват много паметници, за които малко се знае. Вярно е обаче, че до XIV век в Турне е създадена важна школа и влиянието на фламандските майстори се усеща в скулптурата на Англия, Франция и Германия, което прави този период малко по-малко неясен. Школата в Турне остави най-доброто си представяне в гробниците с естетика, която е едновременно строга и натуралистична. през XV век фламандците най-накрая оказват голямо влияние върху цялото европейско изкуство с художници като Клаус Слутер, Жан дьо Лиеж, Жак дьо Баерце и много други, които излъчват изкуството си в други региони. Тази голяма група творци обработва по-малко камък, но оставя най-важните си творби в жанра на полихромния дървен олтар и с фигура, стремяща се към драматичното и динамичното. 
- Водоливник (1311)
- Богородица в Уестмистърската катердала
- Триумфално разпятие (кр. на 13 век) в Църквата Оджа на Готланд.
- Клаус Берг, олтар, Катедрала „Св. Кнут“ в Оденсе, Дания

### Иберийски полуостров
В Испания преходът от романски стил към готика се появява в Портико да Глория на катедралата на Сантяго де Компостела , която е изключително интересна, защото все още е запазила следи от своята полихромия. През ранната еволюция на испанската готика френското влияние остава доминиращо и, макар че е като цяло по-малко богато отколкото във Франция, то придобива много оригинална черта, видима в асимилацията на мавританските влияния, в повтаряща се тенденция към архаизъм и във вкуса към цветя и буйна орнаментация. Значителни примери за пълна готика могат да бъдат намерени в катедралата на Леон и катедралата на Бургос, които са по тогавашните поклоннически маршрути и които са украсени с големи статуи. През 13 век останалите региони на Испания остават повече или по-малко чужди на готиката и църквите продължават да се строят по романски начин. Въпреки това вносът към малки френски готически произведения за лична преданост е голям и няколко френски художници работят на различни места в този жанр. През 14 век френският стил най-накрая триумфира в повечето региони с изключение на Галисия и Естремадура, а основните центрове на монументалната скулптура стават Навара, Каталония и Арагон. Катедралата в Барселона и Катедралата на Сарагоса са добри примери за тази фаза. В същото време скулптурата започва да се прилага в различни други пространства като гробници, параклиси и хорове. 
От 15 век нататък френското влияние отстъпва място на фламандските и германските влияния, които ще преобладават до инфузията на ренесансовия класицизъм по време на управлението на Карл V през 16 век.
- Апостоли в Портико да Глория (13 век), Катедрала на Сантяго де Компостела, Испания
- Портал на Сарментал (13 век) на Катедралата в Бургос, Испания
- Гробницата на Инес де Кастро (ок. 1358-1367), мрамор, Алкобаса, Португалия.
- Пиер Данкарт, Олтар (ок. 1480) на катедралата в Севиля, Испания, полихромно дърво
- Хуан де Юни, Светото погребение, манастир „Сант Франциск“, Валядолид, Испания, полихромно дърво

През този етап интересът към монументалната украса намалява, както навсякъде в Европа, и се пренася към преносими произведения и олтарни предмети. Последните големи примери за чисто готически фасадни статуи са в катедралата в Овиедо, катедралата на Севиля и части от все още незавършената катедрала на Толедо. В прехода към 16 век класическите италиански елементи вече са доста широко разпространени, което води до еклектична маниеристка школа, наречена Plateresque, която развива стил на фасадна декорация със статуи, рамкирани от огромна сложност от геометрични и растителни мотиви. Същата платеска се прилага и за олтарните образи, чиято изтънченост и богатство превъзхождат тези в Северна Европа от същата фаза, но чийто външен вид е ясно различен. Един от най-забележителните автори на олтарни образи е Жил де Силое, а в самостоятелната статуя голям представител е Хуан де Жуни.
Португалия има своя цикъл, започващ около 1250 г., но скулптурата никога не е била особено предпочитана. Основните му примери са някои благороднически гробници, като изпъкват изтънчените гробници на Д. Педро I и Инес де Кастро в манастира Алкобаса. Най-големите производствени центрове са Коимбра, Лисабон, Сантарем и Евора. Между края на 15 и 16 век процъфтява стилът Мануелино – маниеристично извлечение на готиката, което включва класически елементи. Основният му паметник е Mosteiro dos Jerónimos в Лисабон с портал, проектиран от Жоао де Кастильо, богато украсен със статуя и различни орнаменти.

### Италия
Развитието на италианската готика е може би най-нетипичното от всички. Там класическата традиция винаги е останала относително жива чрез множеството руини с релефи, саркофази и надгробни плочи, запазени от древната Римска империя, а нейните принципи са видими от началото на готическата традиция. Те са отговорни и за най-кратката му проява. В Италия традицията на големите портали не се развива значително, а има по-голям брой произведения в ниши, гробници и надгробни паметници, амвони и релефи. Стилът се появява за първи път в централния регион в началото на 13 век с работата на Никола Пизано и неговия син Джовани Пизано, който оставя произведения с високо качество в Пиза и Сиена, вероятно вдъхновени от фигурите на римските саркофази, съществували в Кампо Санто (Монументалното гробище) в Пиза. Обработката на човешката фигура е доста класическа, но костюмите са разработени повече в съответствие с френския стандарт и акцентът е върху драматичността на сцените. Техният стил е от голямо влияние за следващите поколения, особено върху Арнолфо ди Камбио, Андреа Орканя, Бонино да Кампионе, Тино ди Камайно, Лоренцо Майтани и Джовани ди Балдучо, които го отвеждат в други области като Милано и Неапол и въвеждат индивидуалните интерпретации. Друг важен учител е Андреа Пизано, автор на известни релефи за Баптистерия на Свети Йоан във Флоренция.
В началото на XIV век вече преобладават класическите елементи и започва цикълът на Ренесанса, но готическите влияния все още могат да бъдат открити в скулптурите на Лоренцо Гиберти и Донатело, както и в няколко по-малки художници, действащи в периферията между XIV и XIV век. 
- Никола Пизано, амвон (1265-1268) в Катедралата в Сиена, мрамор.
- Арнолфо ди Камбио, „Мадона и свети Зенобий“ (1294-1295), фасада на църквата „Санта Репарата“, Флоренция, мрамор.
- Тино ди Камайно, Гробницата на Антонио дел Орсо (пр. 1323), Флоренция, мрамор.
- Мано Бандини от Сиена, Бонифаций VIII (нач.на 14 век), Болоня, бронз и дърво.
- Бонино да Кампионе, Конен паметник на Бернабо Висконти (1363), Замък на Сфорците, Милано, мрамор.

## Надгробна скулптура
Надгробната скулптура става фигуративна. В църквите са погребани, до степента на наличното пространство, водещите членове на църковната общност и местното благородство: прости надгробни плочи, които са на земята или в зависимост от качеството на починалия са лежаща статуя във висок релеф върху пиедестал. Следвайки романската традиция, това е барелефна скулптура в цял ръст. Покойникът не лежи, извайва се изправен, след което камъкът се поставя хоризонтално. Представянето на мъртвите е доста схематично и геометрично. Скулптурата сега придобива обем. Скулпторите представят тяло, което е все още стоящо, с отворени очи. При готиката очите се затварят, но починалият не е мъртъв: изглежда, че спи. Има разлика между мъжете и жените. Мъжете спят, а жените са изобразени мъртви. Гънките на женските дрехи падат на земята и чертите им се очертават. И накрая, в самия край на Средновековието, в началото на Ренесанса, тялото се представя изсъхнало, за да представлява труп или скелет.
- Абатство „Нотър Dам де Фотевло“, гисант на крал Ричард Лъвското сърце (XIII век).
- Амиенска катедрала, гисант (XIII век).
- Амиенска катедрала, гисант на Симон де Гонсанс, епископ на Амиен (XIV век).
- Сен Дени, гисант на Бертран дьо Геклен (XIV век).

### Малка скулптура
Скулптурата в разкошни малки предмети, които могат да се транспортират, преживява несравним подем през средновековния период. Тези обекти са съхранени, защото неправилно са идентифицирани като италиански обекти. През Ренесанса до средата на XIX век готическите художествени творения на всички видове са често унищожавани, тъй като се считат като посредствени.
Дошлите до нас предмети най-често са принадлежали на знатни фамилии, които са ги предавали от поколение на поколение, или са религиозни предмети, съхранявани в съкровищниците на църквите като реликви. Най-малко унищожавани са изваяните „Богородица с младенеца“, тъй като те са свещени христиански предмети.

От XIII век резбата на слонова кост е много популярна. Първоначално подхващайки религиозни теми, светското изкуство се появява върху предмети от ежедневието като гребени, огледала, кутии, дръжки на кинжали или дръжки на бръсначи, гравюри, плочи за писане и т.н. през XIV век. Париж изглежда и до ден днешен един от най-важните центрове за производство на резбована слонова кост. Това преносимо изкуство позволява местните изображения да пътуват. Така върху плочите за писане намираме изображения, които се появяват и в Нотр Дам дьо Пари и в Катедралата в Амиен.
- Гръб на огледало със сцената „Обсада на замъка на любовта“, Лувър, Париж
- Основа на реликварий „Свети трън“, представляващ „Възнесение на мъртвите“ (1390), от колекцията на Жан дьо Бери
- Богородица и Младенеца (края на XIII век), слонова кост, висока 25 см, извита, за да пасне на формата на бивника от слонова кост

Малки боядисани дървени фигури, най-често изобразяващи Богородица, са много разпространени и тъй като са лесно преносими, вероятно спомагат за разпространението на стила в Европа.
- Мадоната от Вроцлав, Национален музей, Варшава
- Мадоната от Крузлова Възна, Национален музей, Краков
- Бюст на Богородица, Бохемия (ок. 1390 – 95), теракота 
с полихром
- Френска дърворезба, изобразяваща Мария Магдалена
- Пиета от Краков